# Lamyae Aharouay
 (mars 2020).
Lamyae Aharouay, née en 1990 à Amsterdam (Pays-Bas), est une journaliste néerlandaise travaillant pour le journal quotidien NRC Handelsblad.

## Biographie

### Enfance
Native d'Amsterdam, Lamyae Aharouay, est issue d'une famille marocaine. Lorsque son père est en incapacité de travail, sa mère se lance dans les études et trouve un poste en tant qu'employée pédagogique. Aharouay décrit sa mère comme son plus grand exemple. Comme ses quatre sœurs, elle fait de longues études. Elle étudie la communication et le management à la haute école d'Amsterdam, avant de trancher pour le domaine politique à l'Université d'Amsterdam,. Elle porte le voile islamique et le décrit comme étant « une forme de féminisme la plus extrême ».

### Parcours professionnel
En juillet 2011, elle accomplit des stages dans la radio BNR. Ayant parcouru ce stage pour découvrir le monde des réseaux sociaux et de la télécommunication, elle finit par signer un contrat avec BNR. De 2012 à 2017, elle travaille en tant que rédactrice dans la radio, avant de devenir présentatrice aux côtés de Tom van't Hek, Meindert Schut et Bas van Werven. Aharouay s'intéresse plutôt à la politique mais n'hésite pas à débattre lors des sujets de société.
Depuis mars 2015, elle est rédactrice pour NRC. Depuis février 2016, elle écrit les articles chaque jeudi. Aharouay a également traité des articles d'opinions sur #1in5muslims et Master of None. Elle a souvent été la source des articles De Volkskrant. Active dans son propre bureau de communication et de journalisme, elle apparaît également sur les chaînes néerlandaises en tant que présentatrice et interviewer. En 2016, elle fait son apparition dans l'émission De Slimste Mens et en avril, octobre et décembre 2017, elle apparaît dans l'émission la plus regardée des Pays-Bas De Wereld Draait Door,.